# Trifón Cañamares García
Trifón Cañamares García (Cendejas de Enmedio, 3 de juliol de 1911 - Madrid, 11 de març de 2015) fou un polític comunista espanyol, militant del Partit Comunista d'Espanya i Comissari delegat de l'Exèrcit Popular de la República.

## Biografia
Cañamares va néixer el 3 de juliol de 1911 al petit poble castellà de Cendejas de Enmedio, en el si d'una família camperola, tasca que el seu pare compaginava amb la de carnicer.
L'any 1936, poc després de l'inici de la Guerra civil espanyola, s'afilià al Partit Comunista d'Espanya (PCE) del poble de Jadraque. Poc després fou nomenat Comissari delegat a la 49a Brigada Mixta de l'Exèrcit republicà, creada a Guadalajara. L'any 1940 fou condemnat a pena de mort però, finalment, va ser commutada per 30 anys de presó, que complí en diverses presons espanyoles. Ja en els darrers anys del Franquisme i durant la Transició espanyola dedicà esforços en la reconstrucció del PCE a Guadalajara.
L'any 2013, va rebre, de mans del Foro por la Memoria de Guadalajara, una placa en reconeixement de tota una vida de lluita, i assistí a l'acte d'homenatge al brigadista internacional Guido Picelli, que es va celebrar a Mirabueno, municipi proper al seu poble natal. L'any 2014, l'agrupació provincial de la Unió de Joventuts Comunistes d'Espanya (UJCE) de Guadalajara va passar a anomenar-se «Agrupació Trifón Cañamanes».
Residí els darrers anys de la seva vida al barri del Pozo del Tío Raimundo de Madrid fins que, l'11 de març de 2015, morí a l'edat de 103 anys. Juntament amb el pare Llanos, amb qui compartí lluita i militància, fou un dels majors defensors d'aquest barri. La mateixa tarda del dia de la seva mort, s'instal·là la capella ardent al Tanatori de la M-40 de Madrid, al barri de San Fermín.